# Czekanowo (województwo kujawsko-pomorskie)
Czekanowo – osada w Polsce położona w województwie kujawsko-pomorskim, w powiecie brodnickim w gminie Bobrowo. 

## Podział administracyjny
W latach 1975–1998 miejscowość administracyjnie należała do województwa toruńskiego.

## Drogi wojewódzkie
Przez wieś przechodzi droga wojewódzka nr 543.